# Unter anderen Umständen: Der Mörder unter uns
Der Mörder unter uns ist ein deutscher Fernsehfilm von Judith Kennel aus dem Jahr 2013. Es handelt sich um die achte Folge der Krimiserie Unter anderen Umständen mit Natalia Wörner in der Hauptrolle.

## Handlung
Kommissarin Jana Winter hat den Mord an der jungen Sarah Rosenfels aufzuklären. Die Umstände sind einem Fall aus der Vergangenheit sehr ähnlich, sodass der Täter von damals zum Hauptverdächtigen wird. Da Ulrich Wolf seit einem halben Jahr wieder auf freiem Fuß ist und sogar in der Nachbarschaft des Opfers lebt, steht für die Bewohner des kleinen Ortes fest, dass nur er der Täter sein kann. Sofort wird gegen den Mann eine Bürgerbewegung ins Leben gerufen, was die Arbeit der Polizei zusätzlich erschwert. Zum einen müssen sie den Täter überführen und zum anderen auch den Hauptverdächtigen gegen die aufgebrachten Leute beschützen.
Jana Winter ist davon überzeugt, dass Ulrich Wolf nicht der Mörder ist und vermutet einen Nachahmungstäter. Verschiedene Indizien sprechen dafür.
Das Opfer war eine sehr hübsche junge Frau und hatte zahlreiche Verehrer. Das dürfte ihrem Freund, Anton Seidel, nicht gefallen haben. Die Ermittler lernen ihn als sensiblen, aber auch jähzornigen jungen Mann kennen. Wie sich herausstellt, leidet er unter dem Asperger-Syndrom und befindet sich derzeit in psychiatrischer Behandlung. Aber auch der Postbote Frieso Jansen ist verdächtig. Er gibt zu, mit dem Opfer eine Affäre gehabt zu haben, von der seine Frau nichts weiß und auch nichts erfahren soll. Deshalb hatte er nicht sofort den Notarzt gerufen, obwohl er Sarah Rosenfels als erster gefunden hatte. Diese Verzögerung hatte sie letztendlich das Leben gekostet.
Auf der Suche nach eindeutigen Beweisen gegen einen der Verdächtigen vernachlässigen die Ermittler den Schutz von Ulrich Wolf. Da sich sein Alibi für die Tatzeit bestätigt hat, besteht gegen ihn, seitens der Polizei, im aktuellen Mordfall keinerlei Verdacht. Die Bürger des Ortes sehen das jedoch anders. Sie bedrohen Wolf und schlagen ihn sogar zusammen.
Am nächsten Tag meldet sich eine Zeugin und belastet den Dorfarzt Viktor Kirsch, den sie als sehr sadistisch veranlagten Menschen kennengelernt hatte. Parallel hat auch Jana Winter die Spur zu ihm aufgenommen, denn sie hatte bemerkt, dass er mehrfach kleine Indizien gegen Ulrich Wolf geliefert hatte. Eine Hausdurchsuchung bei Kirsch bringt das Tagebuch des Opfers zu Tage und reihenweise Fotos, die Kirsch heimlich von Sarah Rosenfels gemacht hatte. Beim Zugriff muss die Kommissarin auf ihn schießen und er gesteht ihr im Sterben, dass er angeblich nicht anders gekonnt habe.

## Hintergrund
Der Film wurde vom 25. Juni 2012 bis 20. Juli 2012 in Schleswig sowie Mözen (Forellenhof), Blunk, Müssen, Witzeeze und Großensee gedreht.
Der Mörder unter uns wurde am 18. Februar 2013 im ZDF als Fernsehfilm der Woche gesendet.

## Rezeption

### Einschaltquoten
Die Erstausstrahlung von Der Mörder unter uns am 18. Februar 2013 im ZDF verfolgten 5,72 Millionen Zuschauer, dies entsprach Marktanteilen von 16,5 Prozent.

### Kritiken
Rainer Tittelbach von Tittelbach.tv urteilte: „‚Unter anderen Umständen‘, entwickelt ein Szenario, wie man es hunderte Male gesehen hat. Damit das nicht so auffällt, hat Autorin Zora Holt so viel Handlung wie möglich zusammengetragen. Dieser Aktionismus ist das eine, das überstrapazierte Zufallsprinzip das andere. Ein hohler, uninspirierter Gebrauchskrimi, wie man ihn von dieser Reihe nicht gewohnt ist!“
Bei Stimme.de schrieb Petra Esselmann: „In ‚Der Mörder unter uns‘, der achten Folge der ebenso erfolgreichen wie hochklassigen ZDF-Krimireihe, geht es darum, einen Triebtäter zu stellen – und das schwierige bis unmögliche Unterfangen, einem ehemaligen gerecht zu werden.“
Die Kritiker der Fernsehzeitschrift TV Spielfilm werteten dagegen positiv und schrieben: „Hoch emotionaler Film, der sich klug mit Vorverurteilung, Verantwortung und Obsessionen auseinandersetzt.“ Fazit: „Spannend, aufwühlend, provozierend.“